# ميليندا ميرفي
ميليندا ميرفي (بالإنجليزية: Melinda Murphy)‏ هي مراسلة وصحفية أمريكية، ولدت في 1963.